# GAIS Bandy
GAIS Bandy er bandyafdelingen i GAIS. Holdet spiller i den højeste division. 